# Bleptina menalcasalis
Bleptina menalcasalis är en fjärilsart som beskrevs av Walker 1858. Bleptina menalcasalis ingår i släktet Bleptina och familjen nattflyn. Inga underarter finns listade i Catalogue of Life.